# Campeonato Europeu de Atletismo em Pista Coberta de 2017 - Salto triplo masculino
A prova do salto triplo masculino do Campeonato Europeu de Atletismo em Pista Coberta de 2017 foi disputada entre os dias 3 e 5 de março de 2017 na Arena Kombank em Belgrado,  na Sérvia. 

## Recordes
Antes desta competição, os recordes mundiais e do campeonato nesta prova eram os seguintes:
|                       | Nome         | Nacionalidade | Distância | Local | Data               |
| --------------------- | ------------ | ------------- | --------- | ----- | ------------------ |
| Recorde mundial       | Teddy Tamgho | França        | 17m 92cm  | Paris | 6 de março de 2011 |
| Recorde do campeonato | Teddy Tamgho | França        | 17m 92cm  | Paris | 6 de março de 2011 |
| Recorde europeu       | Teddy Tamgho | França        | 17m 92cm  | Paris | 6 de março de 2011 |

## Medalhistas
| Ouro               | Prata                 | Bronze        |
| Nelson Évora (POR) | Fabrizio Donato (ITA) | Max Heß (GER) |

## Cronograma
Todos os horários são locais (UTC+2).
| Data       | Hora  | Evento       |
| ---------- | ----- | ------------ |
| 3 de março | 18:20 | Qualificação |
| 5 de março | 16:04 | Final        |

## Resultados

### Qualificação
Qualificação: 16,60m (Q) ou os 8 melhores qualificados (q).
| Posição | Atleta               | Nacionalidade | #1    | #2    | #3    | Resultados | Notas                |
| ------- | -------------------- | ------------- | ----- | ----- | ----- | ---------- | -------------------- |
| 1       | Max Heß              | Alemanha      | 17.52 |       |       | 17.52      | Q,                   |
| 2       | Melvin Raffin        | França        | 17.20 |       |       | 17.20      | Q,                   |
| 3       | Jean-Marc Pontvianne | França        | 16.93 |       |       | 16.93      | Q                    |
| 4       | Elvijs Misāns        | Letônia       | 16.81 |       |       | 16.81      | Q,                   |
| 5       | Nelson Évora         | Portugal      | 16.47 | 16.79 |       | 16.79      | Q,                   |
| 6       | Pablo Torrijos       | Espanha       | 16.77 |       |       | 16.77      | Q,                   |
| 7       | Georgi Tsonov        | Bulgária      | x     | 15.97 | 16.73 | 16.73      | Q                    |
| 8       | Fabrizio Donato      | Itália        | 16.24 | 16.24 | 16.70 | 16.70      | Q                    |
| 9       | Simo Lipsanen        | Finlândia     | 16.69 |       |       | 16.69      | Q                    |
| 10      | Kevin Luron          | França        | x     | 16.51 | x     | 16.51      |                      |
| 11      | Daniele Cavazzani    | Itália        | 16.05 | x     | 16.38 | 16.38      |                      |
| 12      | Rumen Dimitrov       | Bulgária      | 16.36 | 16.21 | 16.31 | 16.36      | Recorde da temporada |
| 13      | Tomáš Veszelka       | Eslováquia    | 15.74 | 15.99 | 16.34 | 16.34      |                      |
| 14      | Julian Kellerer      | Áustria       | 16.14 | x     | 16.33 | 16.33      | Recorde pessoal      |
| 15      | Adrian Świderski     | Polónia       | x     | 16.01 | x     | 16.01      |                      |
| 16      | Pavlo Beznis         | Ucrânia       | x     | 15.72 | 15.99 | 15.99      |                      |
| 17      | Zlatozar Atanasov    | Bulgária      | 15.96 | 15.96 | 14.96 | 15.96      |                      |
| 18      | Levon Aghasyan       | Armênia       | x     | x     | x     | NM         |                      |

### Final
A final foi realizada às 16:04 no dia 5 de março de 2017.  
| Posição           | Atleta               | Nacionalidade | #1    | #2    | #3    | #4    | #5    | #6    | Resultados | Notas                |
| ----------------- | -------------------- | ------------- | ----- | ----- | ----- | ----- | ----- | ----- | ---------- | -------------------- |
| Medalha de ouro   | Nelson Évora         | Portugal      | x     | 16.92 | 17.20 | x     | 16.98 | x     | 17.20      | Recorde da temporada |
| Medalha de prata  | Fabrizio Donato      | Itália        | 15.74 | 17.13 | –     | –     | –     | –     | 17.13      |                      |
| Medalha de bronze | Max Heß              | Alemanha      | x     | x     | 17.12 | x     | x     | 16.57 | 17.12      |                      |
| 4                 | Elvijs Misāns        | Letônia       | 17.02 | 15.60 | x     | x     | 16.98 | 15.79 | 17.02      | Recorde pessoal      |
| 5                 | Melvin Raffin        | França        | 16.13 | 16.92 | 16.64 | 15.23 | 16.06 | 16.92 | 16.92      |                      |
| 6                 | Jean-Marc Pontvianne | França        | 16.83 | x     | 16.90 | 15.45 | x     | 16.48 | 16.90      |                      |
| 7                 | Simo Lipsanen        | Finlândia     | 16.61 | 16.74 | 16.84 | x     | 16.79 | 16.72 | 16.84      | Recorde nacional     |
| 8                 | Georgi Tsonov        | Bulgária      | 16.57 | x     | 16.78 | –     | x     | –     | 16.78      | Recorde pessoal      |
| 9                 | Pablo Torrijos       | Espanha       | 16.32 | 16.73 | 16.64 |       |       |       | 16.73      |                      |

Legenda
| Recorde mundial       | Recorde mundial (World record)               |                       | Recorde africano                      | Recorde africano (African) |                                           | Q | Classificado por posição (Qualified) |
| Recorde do campeonato | Recorde do campeonato (Championship record)  | Recorde da América    | Recorde da América (Americas)         | q                          | Classificado por melhor tempo (Qualified) |   |                                      |
| Melhor marca do ano   | Melhor marca do ano (World leading)          | Recorde asiático      | Recorde asiático (Asian)              | DNS                        | Não largou (Did not start)                |   |                                      |
| Recorde nacional      | Recorde nacional (National record)           | Recorde europeu       | Recorde europeu (European)            | DNF                        | Não terminou (Did not finish)             |   |                                      |
| Recorde pessoal       | Recorde pessoal do atleta (Personal best)    | Recorde da Oceania    | Recorde da Oceania (Oceania)          | DSQ / DQ                   | Desclassificado (Disqualified)            |   |                                      |
| Recorde da temporada  | Recorde da temporada do atleta (Season best) | Recorde sul-americano | Recorde sul-americano (South America) | NM                         | Sem marca (No mark)                       |   |                                      |